# بک‌لش (۲۰۱۶)
بَک‌لَش (به انگلیسی: Backlash) یک رویداد غیر رایگان (Pay-Per-View) در کشتی حرفه‌ای است که توسط کمپانی دبلیودبلیوئی تهیه می‌شود و این دوره‌اش هم در ۱۱ سپتامبر ۲۰۱۶ و در مجموعه ورزشی ریچموند کالِسیوم شهر ریچموند ایالت ویرجینیا برگزار شد. این رویداد سیزدهمین رویداد با نام بَک‌لَش است و اولین بار بود که شرکت‌کنندگانش تنها از برند اسمک‌داون می‌باشند.
این رویداد همچنین بازگشت رویدادهای سابق (غیر از رویدادهای جهانی رویال رامبل، سامراسلم، رسلمانیا و سروایور سریز) همچون نو وِی اَوت را به دنبال خود خواهد داشت که آخرین دوره‌اش در سال ۲۰۰۷ بود.

## زمینه‌سازی
بَک‌لَش شامل مسابقاتی بین دشمنی‌های موجود، ماجراهای پیش آمده و استوری‌هایی خواهد بود که پیش از این در برنامه‌های اسمک داون پخش شده بود. کشتی‌گیرها با توجه به مسابقات یا سری اتفاقاتی که برایشان رخ می‌دهد و تنش را به حد اکثر می‌رساند، نقش منفی یا قهرمان به خود می‌گیرند.

در سامر اسلم دین امبروز توانست از کمربندش در مقابل دالف زیگلر دفاع کند. همچنین ای‌جی استایلز توانست برای بار دوم جان سینا را شکست دهد. دو شب بعد در اسمکدان لایو ای جی استایلز به خاطر بردش کاملاً سر حال بود و در بک استیج شو شروع به مسخره کردن دالف زیگلر کرد. زیگلر هم که به خاطر شکستش در سامراسلم ناراحت بود شروع به درگیری با ای جی کرد. درگیری ان‌ها در آن روز ادامه داشت تا این که دنیل برایان اعلام کرد که این دو در مین اونت همان شب با یکدیگر مسابقه خواهند دادو اگر ایجی استایلز برنده شود صاحب یک مسابقه تک نفره در مقابل دین امبروز در بکلش می‌شود و اگر دالف ببرد در بکلش یک مسابقه تریپل ترت بین ای جی و دالف وو دین بر سر کمربند دبلیودبلیوئی برگزار می‌شود. در انتهای ان شب دالف تمام تلاش خود را کرد تا برنده مسابقه شود حتی حرکت تمام‌کننده خود «زیگ زاگ» را روی استایلز انجام داد اما استایلز تسلیم نشد و در آخر ای جی استایلز با اجرای فن «استایلز کلش» برنده مسابقه شد و مسابقه تک نفره‌ای جی استایلز و دین امبروز برای بکلش ثبت شد.در ادامه زیگلر در شو اسمکدان هفته بعد درگیری با د میز آغاز کرد و توانست صاحب یک مسابقه تک نفره در مقابل د میز بر سر کمربند بین قاره‌ای شود.

در دبلیودبلیوئی درفت شارلوت صاحب کمربند وومنز به راو منتقل شد و اسمکدان لایو بدون کمربند وومنز باقی ماند. دنیل براین در اسمکدان دوشب بعد از سامر اسلم از کمربند جدیدی برای وومنز به نام قهرمانی دبلیودبلیوئی اسمکدان وومنز رونمایی کرد واعلام کرد که این مخصوص اسمک‌داون است و برای تایین اولین صاحب ان مسابقه سیکس پک چلنجی بین بکی لینچ مقابل نیکی بِلا مقابل ناتالیا مقابل نِیومی مقابل الکسا بلیس مقابل کارمِلا را در بکلش تایین کرد.

نیودی صاحب کمربندهای تگ تیم مانند شارلوت به راو درفت شدند و برای اسمکدان کمربند تگ تیم باقی نموند برایان در همان شب از کمربند دیگری به نام کمربندهای قهرمانی اسمک‌داون تگ تیم رونمایی کرد و برای اولین صاحبان آن مسابقه بین د اوسوس (جیمی و جِی اوسو) دِ اَسِنشَن (کانِر و ویکتور) امریکن آلفا (جیسون جردن و چاد گیبل) بریزانگو (تایلر بریز و فاندانگو) د هایپ بروز (زک رایدر و موجو راولی) د وودویلنز (ایدن اینگلیش و سایمون گاچ) راینو و هیث اسلیتر و د هد بنگرز (مش و ترشر) تعیین کرد.
تا اینجای کار د اوسوس و امریکن آلفا و د هایپر بروز به نیمه نهایی رسیدند. برنده د اوسو و امرکن آلفا در مقابل برنده بازی د هایپر بروز مقابل هیت اسلیتر و راینو در بکلش بر سر کمربند جدید تگ تیم اسمکدان مسابقه خواهند داد.

در سامراسلم لزنر به طرز وحشیانه‌ای به اورتن حمله کرد و باعث خون‌ریزی شدید او شد و با قانون تی‌کِی‌اُ یا ناک‌اوت فنی برنده مسابقه شد. دو شب بعد رندی با وجود ۱۰ بخیه در سرش به رینگ آمد و کمی صحبت کرد که ناگهان تم بری وایت پخش شد. این دو آمادهٔ درگیری بودند که چراغ‌ها خاموش و وایت از سالن بیرون رفت. در هفته بعد در اسمکدان بری وایت وارد رینگ شد و در حالی که داشت صحبت می‌کرد رندی وارد شد؛ و درگیری مجددی بین اینن دو شکل گرفت که در آخر مسابقه‌ای بین این دو در ان شب ثبت شد. در همان شب رندی خواست به او حمله کند اما مانند هفته قبل چراغ‌ها خاموش شد و بری از صحنه محو شد.

## مسابقات ثبت شده
| #                                                                                                 | نتایج                                                                                 | نوع مسابقه | مدت زمان |
| ------------------------------------------------------------------------------------------------- | ------------------------------------------------------------------------------------- | --- | -------- |
| ۱پ                                                                                                | بارون کوربین پیروز مقابل آپولو کروز                                                   | مسابقه تک نفره | ۹:۵۵     |
| ۲                                                                                                 | بکی لینچ پیروز مقابل نیکی بِلا مقابل ناتالیا مقابل نِیومی مقابل الکسا بلیس مقابل کارمِلا | مسابقه سیکس پَک برای تعیین اولین قهرمان کمربند زنان اسمک‌داون                                                                                 | ۱۴:۴۰    |
| ۳                                                                                                 | د اوسوس (جیمی و جِی اوسو) پیروز مقابل د هایپ بروز (زک رایدر و موجو راولی) با تسلیم     | مسابقه تگ تیم نیمه نهایی از تورنمنت تگ تیم                                                                                                  | ۱۰:۱۱    |
| ۴                                                                                                 | د میز (c) (با مراهی ماریس) پیروز مقابل دالف زیگلر                                     | مسابقه تک نفره برای قهرمانی کمربند بین قاره‌ای                                                                                               | ۱۸:۲۲    |
| ۵                                                                                                 | بری وایت پیروز مقابل رندی اورتن با قانون جریمه                                        | مسابقه تک نفره | ۰۰:۲۴    |
| ۶                                                                                                 | کین پیروز مقابل بری وایت                                                              | مسابقه نو هولدز بارد | ۱۰:۵۵    |
| ۷                                                                                                 | راینو و هیث اسلیتر پیروز مقابل د اوسوس (جیمی و جِی اوسو)                               | مسابقه نهایی تورنمنت تگ تیم برای تعیین اولین قهرمانان کمربندهای تگ تیم اسمک‌داون؛ اسلِیتر همچنین موفق به دریافت قرارداد عضویت در اسمک‌داون شد. | ۱۰:۰۲    |
| ۸                                                                                                 | ای‌جی استایلز پیروز مقابل دین امبروز (c)                                               | مسابقه تک‌نفره برای قهرمانی کمربند دبلیودبلیوئی                                                                                              | ۲۵:۰۱    |
| - (c) – نشان‌دهنده قهرمان(هایی) است که به میدان می‌روند - پ – نشان‌دهنده این است که مسابقه در پری–شو |                                                                                       | |          |

### برنامه مسابقات تورنمنت کمربندهای تگ تیم اسمک‌داون
|  | یک‌چهارم نهایی اسمک‌داون (8/23, 8/30)    | یک‌چهارم نهایی اسمک‌داون (8/23, 8/30)    | یک‌چهارم نهایی اسمک‌داون (8/23, 8/30) |                    |              | نیمه‌نهایی اسمک‌داون (9/6) | نیمه‌نهایی اسمک‌داون (9/6) | نیمه‌نهایی اسمک‌داون (9/6) |  |  | فینال بک‌لش (9/11) | فینال بک‌لش (9/11) | فینال بک‌لش (9/11) |
|  |                                        |                                        |                                     |                    |              |                          |                          |                          |  |  |                   |                   |                   |
|  | د اوسوس (جیمی و جِی اوسو)               | د اوسوس (جیمی و جِی اوسو)               | Pin                                 |                    |              |                          |                          |                          |  |  |                   |                   |                   |
|  | دِ اَسِنشَن (کانِر و ویکتور)                | دِ اَسِنشَن (کانِر و ویکتور)                | ۳:۴۹                                |                    |              |                          |                          |                          |  |  |                   |                   |                   |
|  | دِ اَسِنشَن (کانِر و ویکتور)                | دِ اَسِنشَن (کانِر و ویکتور)                | ۳:۴۹                                |                    | امریکن آلفا† | امریکن آلفا†             | Pin                      |                          |  |  |                   |                   |                   |
|  |                                        |                                        |                                     |                    | امریکن آلفا† | امریکن آلفا†             | Pin                      |                          |  |  |                   |                   |                   |
|  |                                        | د اوسوس                                | د اوسوس                             | ۰:۲۸               |              |                          |                          |                          |  |  |                   |                   |                   |
|  | امریکن آلفا (جیسون جردن و چاد گیبل)    | امریکن آلفا (جیسون جردن و چاد گیبل)    | د اوسوس                             | ۰:۲۸               | Pin          |                          |                          |                          |  |  |                   |                   |                   |
|  | امریکن آلفا (جیسون جردن و چاد گیبل)    | امریکن آلفا (جیسون جردن و چاد گیبل)    |                                     |                    | Pin          |                          |                          |                          |  |  |                   |                   |                   |
|  | بریزانگو (تایلر بریز و فاندانگو)       | بریزانگو (تایلر بریز و فاندانگو)       | ۱۰:۱۳                               |                    |              |                          |                          |                          |  |  |                   |                   |                   |
|  |                                        |                                        |                                     |                    |              |                          |                          |                          |  |  | د اوسوس†          | د اوسوس†          | ۱۰:۰۲             |
|  |                                        |                                        | هیث اسلیتر و راینو                  | هیث اسلیتر و راینو | Pin          |                          |                          |                          |  |  |                   |                   |                   |
|  | د هایپ بروز (زک رایدر و موجو راولی)    | د هایپ بروز (زک رایدر و موجو راولی)    | Pin                                 |                    |              |                          |                          |                          |  |  |                   |                   |                   |
|  | د وودویلنز (ایدن اینگلیش و سایمون گاچ) | د وودویلنز (ایدن اینگلیش و سایمون گاچ) | ۲:۵۰                                |                    |              |                          |                          |                          |  |  |                   |                   |                   |
|  | د وودویلنز (ایدن اینگلیش و سایمون گاچ) | د وودویلنز (ایدن اینگلیش و سایمون گاچ) | ۲:۵۰                                |                    | د هایپ بروز  | د هایپ بروز              | ۷:۰۳                     |                          |  |  |                   |                   |                   |
|  |                                        |                                        |                                     |                    | د هایپ بروز  | د هایپ بروز              | ۷:۰۳                     |                          |  |  |                   |                   |                   |
|  |                                        | هیث اسلیتر و راینو                     | هیث اسلیتر و راینو                  | Pin                |              |                          |                          |                          |  |  |                   |                   |                   |
|  | د هد بنگرز (مش و ترشر)                 | د هد بنگرز (مش و ترشر)                 | هیث اسلیتر و راینو                  | Pin                | ۲:۵۴         |                          |                          |                          |  |  |                   |                   |                   |
|  | د هد بنگرز (مش و ترشر)                 | د هد بنگرز (مش و ترشر)                 |                                     |                    | ۲:۵۴         |                          |                          |                          |  |  |                   |                   |                   |
|  | 'راینو و هیث اسلیتر                    | 'راینو و هیث اسلیتر                    | Pin                                 |                    |              |                          |                          |                          |  |  |                   |                   |                   |

† از آنجا که چاد گیبل پس از پیروزی مقابل د اوسوس توسط اوسوس مصدوم شد، امریکن آلفا از مسابقه نیمه نهایی حذف شد و به جای این تیم، اوسوس مقابل د هایپ بروز قرار گرفتند و به پیروزی رسیدند.

## موضوعات مرتبط
فهرست قهرمانان کنونی دبلیودبلیوئی